# 千光寺 (黒部市)
千光寺（せんこうじ）は、富山県黒部市宇奈月町明日688にある真言宗の寺院である。

## 概要
貞享2年（1685年）の千光院の書き上げによれば、同寺の創建は大同元年（806年）で、秀証により開山されたとある。堂宇は天正元年（1573年）に再建されているが、寺屋敷は村人たちより寄進されたと記されている。明日山にはかつて一六の坊があったといわれるが、千光院も明日山の一坊と伝える。その後次々となくなり、花蔵坊（現・法福寺）と福蔵坊（千光院、現・千光寺）の2箇寺だけとなったという寺伝もある。かつては法福寺と隣接していたが、嘉永四年（1851年）に現在地に移転し、その後、昭和27年（1952年）に千光寺と改称した。
もとは法福寺と同様、明日の観音様に使える寺院で、真言宗高野山派の寺である。平安時代に作られた阿弥陀如来像の金銅仏『阿弥陀如来立像』（黒部市指定文化財、旧宇奈月町時代の昭和36年（1961年）12月26日指定、高さ50cm、肩幅15cm、善光寺式としては県内唯一）があり、寺や村の歴史の古さを示している。北陸三十三ヵ所観音霊場の三十二番札所として『白寿観音菩薩』が建立されている。境内にある『蚕の宮』はかつて養蚕が盛んであったことを伝える珍しいもので、祠は白寿観音菩薩に向かって右にある。